# 毛寧 (外交官)
毛 寧（もう ねい、1972年12月 - ）は、中華人民共和国の外交官・報道官。

## 経歴
1972年12月、湖南省湘潭地区（現在の湘潭市）で生まれる。毛沢東と同じ氏族出身。1993年に湖南師範大学英語学科を卒業すると、外交学院の外交学科に進学した。2005年8月に、政府派遣留学生として米国のジョージ・ワシントン大学に留学し、翌年同大学より修士号を授与された。
1995年7月に外交学院を卒業すると同時に、中華人民共和国外交部亜洲司に職員として採用され、2015年11月には、副司長に昇任した。
2020年6月、四川省に移り、楽山市党委員会常務委員兼副市長に任命される。
2022年9月5日、中華人民共和国外交部第33代報道官に就任。
2025年1月15日、華春瑩の後任として、中華人民共和国外交部報道局の司長に任命された。